# Marius Rappo
Marius Rappo (* 25. März 1944 in Schmitten) ist ein Schweizer Maler, Modellbauer und Goldschmied. 

## Leben und Werk
Marius Rappo absolvierte eine Lehre als Vermessungszeichner und besuchte von 1964 bis 1968 die Allgemeine Gewerbeschule Basel. Von 1979 bis 1998 schuf er nebst seinen eigenen künstlerischen Arbeiten rund 20 historische Modelle für Museen in der Schweiz und Deutschland.  Als ehemaliges Mitglied der Künstlergenossenschaft allerart zeigte er seine Werke in zahlreichen Gruppenausstellungen.